# 차황면
차황면(車黃面)은 대한민국 경상남도 산청군의 면이다.

## 개요
차황면은 황매산과 철쭉 군락이 있는 아름다운 고장으로서 우리나라 친환경 농업의 요람이며, 광역친환경농업단지가 조성되어 자연순환농법으로 생산된 차황메뚜기쌀, 사과, 곰취, 취나물 등이 유명하다. 매년 5월이면 산청군의 대표 축제이자 문화체육관광부 선정 유망 축제인 '산청한방약초축제', '산청생초 함박꽃축제'와 더불어 전국 최대의 철쭉이 지천에 널려 그 아름다운 자태와 강렬함을 드러내는 이곳 산상화원 황매산에서 '황매산철쭉제'를 개최하고 있다.

## 연혁
차황면은 본래 산청군 지역으로서 전동, 매곡, 신기, 장기, 판계, 우사, 묵계, 진기, 궁소, 장위 10개 동을 관할하였는데, 1914년 3월 1일에 행정구역이 통폐합됨에 따라 황산면의 법평, 상중, 실매, 점남, 삼거, 양곡, 지동, 창평, 황계, 장박의 10개 동과 삼가군 신지면의 소야동 일부를 병합하여 차현과 황산의 이름을 따서 차황면이라 하여, 장위, 양곡, 상중, 실매, 장박, 법평, 신기, 부리, 우사의 9개 리로 개편 관할하다가 1973년 7월 1일 대통령 제6542호에 의하여 신등면의 상법리와 철수리를 병합하여 11개리를 관할하게 되었다. 차황면의 동쪽은 합천군 가회면과 대병면, 서쪽은 오부면, 산청읍, 북쪽은 거창군 신원면과 합천군 대병면과 인접하여 있다.
- 1914년 3월 1일 : 차황면으로 통합
- 1973년 7월 1일 : 신등면 철수리, 상법리 편입

## 행정 구역
- 법평리
- 부리
- 신기리
- 양곡리
- 장박리
- 철수리
- 장위리
- 우사리
- 실매리
- 상중리
- 상법리

## 교육
| 학교명                | 소재지                          | 비고                           |
| --------------------- | ------------------------------- | ------------------------------ |
| 차황초등학교          | 차황면 친환경로 3575 (장위리)   |                                |
| 차황초등학교 황매분교 | 차황면 황매산로 1126-7 (법평리) | 1999년 폐교                    |
| 산청중학교 차황분교   | 차황면 친환경로 3572-5 (부리)   | 2018년 (거점)산청중학교로 통합 |